# Dunja Robotti
Dunja Robotti (* 20. Jahrhundert in Brüssel) ist eine Pianistin und Hochschullehrerin. Sie lehrt als Professorin an der Hochschule für Musik Nürnberg.

## Leben
Dunja Robotti hat italienisch-deutsche Eltern. Sie wurde in Brüssel geboren und wurde dort bereits in jungen Jahren am Conservatoire Royal von Piotr Lachert unterrichtet. Ihren ersten Auftritt hatte sie im Alter von 10 Jahren. In Berlin studierte sie an der Universität der Künste bei Hans Leygraf und Georg Sava Klavier und belegte dazu auch das Fach „Liedinterpretation“ bei Aribert Reimann und Dietrich Fischer-Dieskau.
Schon als Studentin war Robotti Tutorin für Liedbegleitung an der Berliner Universität der Künste. Hier war sie auch mehrere Jahre als Lehrbeauftragte für Cellobegleitung in den Klassen von Wolfgang Boettcher und Jens Peter Maintz tätig. Seit 2009 ist sie Dozentin für Streicherklassen an der Hochschule für Musik Nürnberg. Ihre Bestellung als Honorarprofessorin bekam sie 2016.
Sie musizierte unter anderem in der Berliner Philharmonie, im Berliner Konzerthaus, in der Kölner Philharmonie, im Münchner Herkulessaal und im Théâtre du Châtelet in Paris. Sie reiste zur Schubertiade nach Feldkirch, zum Beethovenfest nach Bonn und unternahm Konzertreisen in Nord- und Südamerika. Rundfunkproduktionen für den WDR und Radio Bremen sowie für den Bayerischen Rundfunk und den SFB dokumentieren ihr umfassendes Wirken, ebenso wie diverse CD-Einspielungen.
Im Jahr 2004 gründete sie das Drei-Klaviere-Ensemble „Xinowa Sej“ mit Zsuzsa Bálint und Kyoko Hosono. Bei ihren Auftritten kommen auch Videoinstallationen und Live-Cams zum Einsatz. Damit werden die Musik, die Instrumente und vor allem auch die Interpretinnen in ein multimediales Ganzes gebracht.
Dunja Robotti ist Gastmusikerin bei der Kammermusik-Gruppe Ensemble Mediterrain, bei der Avantgarde-Band Continuum sowie dem Flavia-Horntrios und Trombapiano. Sie begleitet seit 2012 regelmäßig Zwischenakt-Schleusenkonzerte und hat daraus folgend in sämtlichen tiefen Schleusen des Main-Donau-Kanals konzertiert.
In Ungarn entstand auf ihre Initiative ein Kammermusikfestival. Dort betreibt sie auch mit Kollegen ein Weingut.